# 14981 Uenoiwakura
14981 Uenoiwakura este un asteroid din centura principală de asteroizi.

## Descriere
14981 Uenoiwakura este un asteroid din centura principală de asteroizi. A fost descoperit pe 6 octombrie 1997 la Kitami de Kin Endate și Kazuro Watanabe. Asteroidul prezintă o orbită caracterizată de o semiaxă mare de 2,88 ua, o excentricitate de 0,07 și o înclinație de 2,8° în raport cu ecliptica.